# Woodsboro (Maryland)
Woodsboro – miasto w Stanach Zjednoczonych, w stanie Maryland, w hrabstwie Frederick.